# The Good Witch
The Good Witch é um filme para a televisão que foi ao ar no Hallmark Channel em 19 de janeiro de 2008, estrelado por Catherine Bell como Cassandra Nightingale e Chris Potter como Xerife Jake Russell. Embora o filme se passe na fictícia Middleton, nos EUA, foi filmado na verdade em Hamilton e Niagara-on-the-Lake, Ontário. O filme gerou seis continuações e uma série de televisão que está em produção. Na seqüência The Good Witch's Charm, o mapa na parede da delegacia mostra Middleton no sul e no oeste de Chicago. Você pode ver claramente os nomes dos subúrbios e interestaduais que fazem parte do canto nordeste de Illinois.
No Brasil, o filme recebeu dois títulos Bruxa Boa, Bruxa Má / A Bruxa do Bem, sendo que com este último foi exibido na Sessão da Tarde da Rede Globo.

## Sinopse
Uma mulher misteriosa e bonita chamada Cassandra Nightingale se muda para uma casa velha, abandonada, que tem a fama de ser assombrada por seu proprietário original, "The Grey Lady". A pequena comunidade é dividida em sua opinião a respeito dela: Alguns querem que ela fique (especialmente viúvo e chefe de polícia Jake Russell e seus dois filhos), enquanto que os outros querem que ela saia. Com o curso da história, aparentemente as coisas mágicas acontecem, e a comunidade atribui dessas ocorrências para ela. Todo mundo começa a se perguntar se ela é realmente uma bruxa.

## Elenco
- Catherine Bell como Cassandra Nightingale
- Chris Potter como Xerife Jake Russell
- Matthew Knight como Brandon Russell
- Hannah Endicott-Douglas como Lori Russell
- Nathan McLeod como Michael
- Jesse Bostick como Kyle
- Paula Boudrea como Nancy
- Noah Cappe como Derek Sanders
- Catherine Disher como Martha Tinsdale
- Peter MacNeill como George

## Promoção
Em 15 de janeiro de 2008, Hallmark Channel e Limbo, a comunidade de entretenimento móvel, uniram-se para criar e lançar a primeira iniciativa interativa móvel do canal a cabo. A campanha oferecia o prêmio de US$2,000 e um retrato da "Lady Grey", que foi apresentado no filme real.

## Recepção
O filme teve grande sucesso no Hallmark Channel, na noite de sua estreia, tornando-se a segunda maior audiência de filme original para essa data. Ele estreou com uma classificação de 3.8 HH (casa) e estava em cerca de 3.2 milhões de casas.  Também foi # 1 em seu período de tempo, impulsionando o canal para a posição # 4 no ranking semanal.

## Home media
The Good Witch (Região 1) o DVD foi lançado em 5 de janeiro de 2010,
The Good Witch's Garden (Região 1) o DVD foi lançado em 22 de abril de 2014,
The Good Witch's Gift (Região 1) o DVD foi lançado em 17 de junho de 2014

## Sequência
Em 7 de fevereiro de 2009, o Hallmark Channel exibiu a sequência, The Good Witch's Garden. A segunda sequência, The Good Witch's Gift, foi ao ar em 13 de novembro de 2010 em Hallmark. A quarta parte, The Good Witch's Family, foi exibida em 29 de outubro de 2011. The Good Witch's Charm estreou em 27 de outubro de 2012. The Good Witch's Destiny estreou em 26 de outubro de 2013. A sétima parte, The Good Witch's Wonder, está programada para 25 de outubro de 2014.

## Série de televisão
Em fevereiro de 2014, a Hallmark Channel anunciou que The Good Witch conseguiu luz verde para uma série de dez episódios, estrelado por Catherine Bell, para estrear no início de 2015. Produção para a primeira temporada terá início no outono de 2014, com Dan Petrie, Jr. como showrunner. Bailee Madison vai também estrelar.